# 艙外活動列表 (1965年至1999年)
本列表包含了所有的1965年至1999年之間太空行走以及月表行走；即所有宇航员完全或部分离开航天器的事件。除了七次美国太空行走外，所有的宇航员在执行太空行走时都与航天器保持连接。在所有的月表行走中，宇航员都安全脱离航天器，有时甚至走出了航天器的视线距离。
舱外活动开始及结束时间均为协调世界时（UTC）时区。

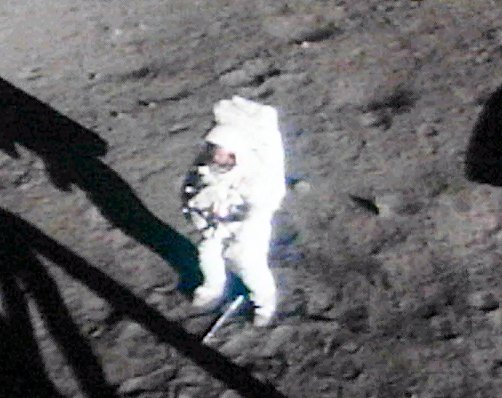
尼尔·阿姆斯特朗执行第一次月表行走
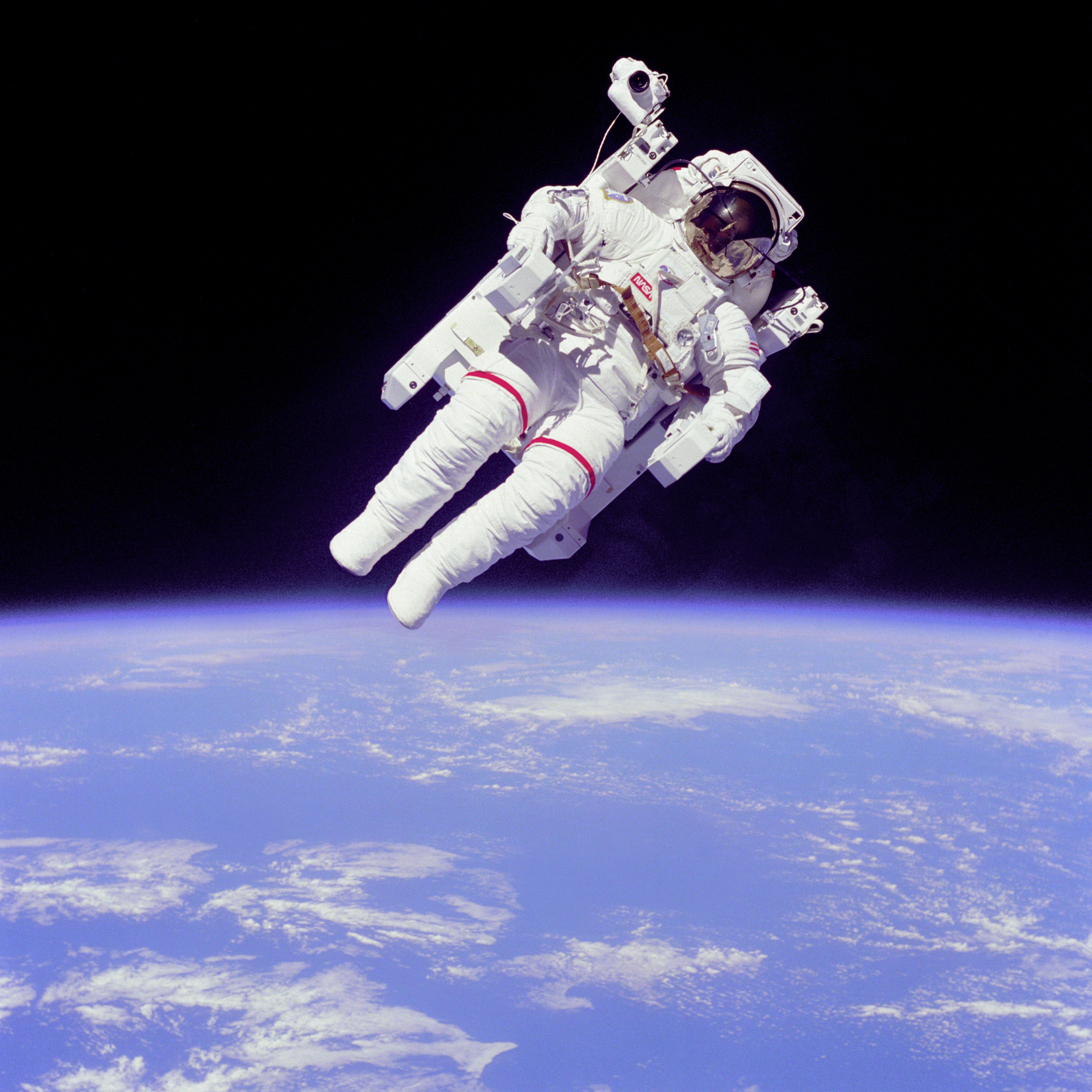
布鲁斯·麦克坎德雷斯执行首次无线太空行走

## 列表
| 次数 | 航天器                            | 宇航员                                                                                | 开始时间（）            | 结束时间（）            | 时间长度        | 介绍                                         |
| ---- | --------------------------------- | ------------------------------------------------------------------------------------- | ----------------------- | ----------------------- | --------------- | -------------------------------------------- |
| 1.   | 上升2号                           | 阿列克谢·列昂诺夫（Alexei Leonov）                                                                 | 1965年3月18日 08:34:51  | 1965年3月18日 08:47:00  | 24分钟          | 第一次舱外活动                               |
| 2.   | 双子星4号                         | 爱德华·怀特（Edward White）                                                                       | 1965年6月3日 19:46:00   | 1965年6月3日 20:06:00   | 20分钟          | 第一次美国舱外活动                           |
|      |                                   |                                                                                       |                         |                         |                 |                                              |
| 3.   | 双子星9A号                        | 尤金·塞尔南（Eugene Cernan）                                                                       | 1966年6月5日 15:02:00   | 1966年6月5日 17:09:00   | 2小时7分钟      |                                              |
| 4.   | 双子星10号 第一次舱外活动         | 迈克尔·科林斯（Michael Collins）                                                                     | 1966年7月19日 21:44:00  | 1966年7月19日 22:33:00  | 49分钟          | 站立舱外活动                                 |
| 5.   | 双子星10号 第二次舱外活动         | 迈克尔·科林斯                                                                         | 1966年7月20日 23:01:00  | 1966年7月20日 23:40:00  | 39分钟          | 8号阿金纳火箭舱外活动                        |
| 6.   | 双子星11号 第一次舱外活动         | 理查德·戈尔登（Richard Gordon）                                                                     | 1966年9月13日 14:44:00  | 1966年9月13日 15:17:00  | 33分钟          | 11号阿金纳火箭舱外活动                       |
| 7.   | 双子星11号 第二次舱外活动         | 理查德·戈尔登                                                                         | 1966年9月14日 12:49:00  | 1966年9月14日 14:57:00  | 2小时8分钟      | 站立舱外活动 - 紫外线照片                    |
| 8.   | 双子星12号 第一次舱外活动         | 巴兹·奥尔德林（Buzz Aldrin）                                                                     | 1966年11月12日 16:15:00 | 1966年11月12日 18:44:00 | 2小时29分钟     | 站立舱外活动 - 紫外线照片                    |
| 9.   | 双子星12号 第二次舱外活动         | 巴兹·奥尔德林                                                                         | 1966年11月13日 15:34:00 | 1966年11月13日 17:40:00 | 2小时6分钟      | 综合舱外活动测试                             |
| 10.  | 双子星12号 第三次舱外活动         | 巴兹·奥尔德林                                                                         | 1966年11月14日 14:52:00 | 1966年11月14日 15:47:00 | 55分钟          | 站立舱外活动 - 紫外线照片                    |
|      |                                   |                                                                                       |                         |                         |                 |                                              |
| 11.  | 联盟4号、5号                      | 叶夫根尼·赫鲁诺夫（Yevgeny Khrunov） 阿列克谢·叶利谢耶夫（Aleksei Yeliseyev）                                         | 1969年1月16日 12:43:00  | 1969年1月16日 01:15:00  | 37分钟          | 首次双人太空行走；从联盟5号转移到4号         |
| 12.  | 阿波罗9号                         | 大卫·斯科特（David Scott） 拉斯蒂·施威卡特（Rusty Schweickart）                                                   | 1969年3月6日 16:45:00   | 1969年3月6日 18:02:00   | 1小时17分钟     | 月球宇航服测试，斯科特进行站立舱外活动       |
| 13.  | 阿波罗11号 月表行走               | 尼尔·阿姆斯特朗（Neil Armstrong） 巴兹·奥尔德林                                                     | 1969年7月21日 02:39:33  | 1969年7月21日 05:11:39  | 2小时31分钟40秒 | 人类首次踏上月球                             |
| 14.  | 阿波罗12号 第一次月表行走         | 皮特·康拉德（Pete Conrad） 艾伦·宾（Alan Bean）                                                           | 1969年11月19日 11:32:35 | 1969年11月19日 15:28:38 | 3小时56分钟3秒  | 放置月表实验包                               |
| 15.  | 阿波罗12号 第二次月表行走         | 皮特·康拉德 艾伦·宾                                                                   | 1969年11月20日 03:54:45 | 1969年11月20日 07:44:00 | 3小时49分钟15秒 | 取回勘察员3号胶片                            |
|      |                                   |                                                                                       |                         |                         |                 |                                              |
| 16.  | 阿波罗14号 第一次月表行走         | 艾伦·谢泼德（Alan Shepard） 艾德加·米切尔（Edgar Mitchell）                                                     | 1971年2月5日 14:42:13   | 1971年2月5日 19:30:50   | 4小时47分钟50秒 | 放置月表实验包                               |
| 17.  | 阿波罗14号 第二次月表行走         | 艾伦·谢泼德 艾德加·米切尔                                                             | 1971年2月6日 08:11:15   | 1971年2月6日 12:45:56   | 4小时34分钟41秒 | 探索椎环形山                                 |
| 18.  | 阿波罗15号 站立舱外活动           | 大卫·斯科特                                                                           | 1971年7月31日 00:16:49  | 1971年7月31日 00:49:56  | 33分钟7秒       | 登月舱顶站立舱外活动                         |
| 19.  | 阿波罗15号 第一次月表行走         | 大卫·斯科特 詹姆斯·艾尔文（James Irwin）                                                         | 1971年7月31日 13:12:17  | 1971年7月31日 19:45:59  | 6小时32分钟42秒 | 首次使用月球车并放置月表实验包               |
| 20.  | 阿波罗15号 第二次月表行走         | 大卫·斯科特 詹姆斯·艾尔文                                                             | 1971年8月1日 11:48:48   | 1971年8月1日 19:01:02   | 7小时12分钟14秒 |                                              |
| 21.  | 阿波罗15号 第三次月表行走         | 大卫·斯科特 詹姆斯·艾尔文                                                             | 1971年8月2日 08:52:14   | 1971年8月2日 13:42:04   | 4小时49分钟50秒 | 探索哈得利山                                 |
| 22.  | 阿波罗15号 返回地球舱外活动       | 詹姆斯·艾尔文 阿尔弗莱德·沃尔登（Alfred Worden）                                                   | 1971年8月5日 15:31:12   | 1971年8月5日 16:10:19   | 39分钟7秒       | 取回科学仪器模块胶片，艾尔文进行站立舱外活动 |
|      |                                   |                                                                                       |                         |                         |                 |                                              |
| 23.  | 阿波罗16号 第一次月表行走         | 约翰·杨（John Young） 查尔斯·杜克（Charles Duke）                                                           | 1972年4月21日 16:47:28  | 1972年4月21日 23:58:40  | 7小时11分钟2秒  | 使用月球车并放置月表实验包                   |
| 24.  | 阿波罗16号 第二次月表行走         | 约翰·杨 查尔斯·杜克                                                                   | 1972年4月22日 16:33:35  | 1972年4月23日 23:56:44  | 7小时23分钟9秒  | 探索石山                                     |
| 25.  | 阿波罗16号 第三次月表行走         | 约翰·杨 查尔斯·杜克                                                                   | 1972年4月23日 15:25:28  | 1972年4月23日 21:05:31  | 5小时40分钟3秒  | 探索雾山                                     |
| 26.  | 阿波罗16号 返回地球舱外活动       | 查尔斯·杜克 肯·马丁利（Thomas Mattingly）                                                             | 1972年4月25日 20:33:46  | 1972年4月25日 21:57:28  | 1小时23分钟42秒 | 取回科学仪器模块胶片，杜克进行站立舱外活动   |
| 27.  | 阿波罗17号 第一次月表行走         | 尤金·塞尔南 哈里森·施密特（Harrison Schimitt）                                                         | 1972年12月11日 23:54:49 | 1972年12月11日 07:06:42 | 7小时11分钟53秒 | 使用月球车并放置月表实验包                   |
| 28.  | 阿波罗17号 第二次月表行走         | 尤金·塞尔南 哈里森·施密特                                                             | 1972年12月12日 23:28:06 | 1972年12月13日 07:05:02 | 7小时36分钟56秒 | 探索南山                                     |
| 29.  | 阿波罗17号 第三次月表行走         | 尤金·塞尔南 哈里森·施密特                                                             | 1972年12月13日 22:25:48 | 1972年12月14日 05:40:56 | 7小时15分钟8秒  | 探索北山                                     |
| 30.  | 阿波罗17号 返回地球舱外活动       | 哈里森·施密特 羅納德·埃萬斯（Ronald Evans）                                                       | 1972年12月17日 20:27:40 | 1972年12月17日 21:33:24 | 1小时05分钟44秒 | 取回科学仪器模块胶片，施密特进行站立舱外活动 |
|      |                                   |                                                                                       |                         |                         |                 |                                              |
| 31.  | 天空实验室2号 第一次舱外活动      | 保罗·维兹（Paul J. Weitz）                                                                         | 1973年5月26日 00:40     | 1973年5月26日 01:20     | 40分钟          | 站立舱外活动                                 |
| 32.  | 天空实验室2号 第二次舱外活动      | 皮特·康拉德 约瑟夫·科文（Joseph Kerwin）                                                           | 1973年6月7日 15:15      | 1973年6月7日 18:40      | 3小时25分钟     | 打开太阳能电池板                             |
| 33.  | 天空实验室2号 第三次舱外活动      | 皮特·康拉德 约瑟夫·维兹                                                               | 1973年6月19日 10:55     | 1973年6月19日 12:31     | 1小时36分钟     | 更换ATM胶片                                  |
| 34.  | 天空实验室3号 第一次舱外活动      | 欧文·加里欧特（Owen Garriott） 杰克·洛斯马（Jack Lousma）                                                     | 1973年8月6日 17:30      | 1973年8月6日 00:01      | 6小时31分钟     | 安装遮阳盖、胶片                             |
| 35.  | 天空实验室3号 第二次舱外活动      | 欧文·加里欧特 杰克·洛斯马                                                             | 1973年8月24日 16:24     | 1973年8月24日 20:55     | 4小时31分钟     | 更换ATM胶片、脱落                            |
| 36.  | 天空实验室3号 第三次舱外活动      | 欧文·加里欧特 艾伦·宾                                                                 | 1973年9月22日 11:18     | 1973年9月22日 13:59     | 2小时41分钟     | 更换ATM胶片                                  |
| 37.  | 天空实验室4号 第一次舱外活动      | 爱德华·吉布森（Edward Gibson） 威廉·波格（William Pogue）                                                       | 1973年11月22日 17:42    | 1973年11月23日 00:15    | 6小时33分钟     | 修理天线，拍摄照片                           |
| 38.  | 天空实验室4号 第二次舱外活动      | 杰拉德·卡尔（Gerald Carr） 威廉·波格                                                             | 1973年11月25日 16:00    | 1973年11月25日 23:01    | 7小时1分钟      | 拍摄科胡特克彗星，ATM胶片                    |
| 39.  | 天空实验室4号 第三次舱外活动      | 杰拉德·卡尔 爱德华·吉布森                                                             | 1973年11月29日 17:00    | 1973年11月29日 20:29    | 3小时29分钟     | 拍摄科胡特克彗星                             |
|      |                                   |                                                                                       |                         |                         |                 |                                              |
| 40.  | 天空实验室4号 第四次舱外活动      | 杰拉德·卡尔 爱德华·吉布森                                                             | 1974年2月3日 15:19      | 1974年2月3日 20:38      | 5小时19分钟     | 取回ATM胶片                                  |
|      |                                   |                                                                                       |                         |                         |                 |                                              |
| 41.  | 礼炮6号                           | 尤里·罗曼年科（Yuri Romanenko） 格奥尔基·格列奇科（Georgi Grechko）                                               | 1977年12月19日 21:36    | 1977年12月19日 23:04    | 1小时28分钟     | 测试型宇航服，罗曼年科进行站立舱外活动       |
|      |                                   |                                                                                       |                         |                         |                 |                                              |
| 42.  | 礼炮6号                           | 弗拉基米尔·科瓦廖诺克（Vladimir Kovalyonok） 亚历山大·伊万琴科夫（Aleksandr Ivanchenkov）                                     | 1978年7月29日 04:00     | 1978年7月29日 06:20     | 2小时5分钟      | 取回实验器具，科瓦廖诺克进行站立舱外活动     |
|      |                                   |                                                                                       |                         |                         |                 |                                              |
| 43.  | 礼炮6号                           | 瓦列里·留明（Valery Ryumin） 弗拉基米尔·利亚霍夫（Vladimir Lyakhov）                                               | 1979年8月15日 14:16     | 1979年8月15日 15:39     | 1小时23分钟     | 取回碟形天线                                 |
|      |                                   |                                                                                       |                         |                         |                 |                                              |
| 44.  | 礼炮7号                           | 阿纳托利·别列佐沃伊（Anatoli Berezovoy） 瓦连京·列别杰夫（Valentin Lebedev）                                           | 1982年7月30日 02:39     | 1982年7月30日 05:12     | 2小时33分钟     | 取回实验设备，别列佐沃伊进行站立舱外活动     |
|      |                                   |                                                                                       |                         |                         |                 |                                              |
| 45.  | STS-6 第一次舱外活动              | 斯多里·马斯格雷夫（Story Musgrave） 唐纳德·彼得森（Donald Peterson）                                               | 1983年4月7日 21:05      | 1983年4月8日 01:15      | 4小时10分钟     | 无绳载人机动装置无绳测试                     |
| 46.  | 礼炮7号 PE-2 第一次舱外活动       | 瓦连京·列别杰夫 亚历山大·亚历山德罗夫（Aleksandr Pavlovich Alexandrov）                                             | 1983年11月1日 04:47     | 1983年11月1日 07:36     | 2小时50分钟     | 添加太阳板                                   |
| 47.  | 礼炮7号 PE-2 第二次舱外活动       | 瓦连京·列别杰夫 亚历山大·亚历山德罗夫                                                 | 1983年11月3日 03:47     | 1983年11月3日 06:62     | 2小时55分钟     | 添加太阳板                                   |
|      |                                   |                                                                                       |                         |                         |                 |                                              |
| 48.  | STS-41-B 第一次舱外活动           | 布鲁斯·麦克坎德雷斯（Bruce McCandless） 罗伯特·斯图尔特（Robert Stewart）                                           | 1984年2月7日            | 1984年2月7日            | 5小时55分钟     | 首次无系绳舱外活动                           |
| 49.  | STS-41-B 第二次舱外活动           | 布鲁斯·麦克坎德雷斯 罗伯特·斯图尔特                                                   | 1984年2月9日            | 1984年2月9日            | 6小时17分钟     | 载人机动装置测试                             |
| 50.  | STS-41-C 第一次舱外活动           | 乔治·尼尔森（George Nelson） 詹姆斯·范·霍夫腾（）                                                  | 1984年4月8日 14:18      | 1984年4月8日 16:56      | 2小时38分钟     |                                              |
| 51.  | STS-41-C 第二次舱外活动           | 乔治·尼尔森 詹姆斯·范·霍夫腾                                                          | 1984年4月11日 08:58     | 1984年4月11日 15:42     | 6小时44分钟     |                                              |
| 52.  | 礼炮7号 PE-3 第一次舱外活动       | 列昂尼德·基济姆（Leonid Kizim） 弗拉基米尔·索洛维约夫（Vladimir Solovyov）                                         | 1984年4月23日 04:31     | 1984年4月23日 08:46     | 4小时20分钟     | ODU修理                                      |
| 53.  | 礼炮7号 PE-3 第二次舱外活动       | 列昂尼德·基济姆 弗拉基米尔·索洛维约夫                                                 | 1984年4月26日 02:40     | 1984年4月26日 07:40     | 4小时56分钟     | ODU修理                                      |
| 54.  | 礼炮7号 PE-3 第三次舱外活动       | 列昂尼德·基济姆 弗拉基米尔·索洛维约夫                                                 | 1984年4月29日 01:35     | 1984年4月29日 04:20     | 2小时45分钟     | ODU修理                                      |
| 55.  | 礼炮7号 PE-3 第四次舱外活动       | 列昂尼德·基济姆 弗拉基米尔·索洛维约夫                                                 | 1984年5月3日 23:15      | 1984年5月3日 02:00      | 2小时45分钟     | ODU修理                                      |
| 56.  | 礼炮7号 PE-3 第四次舱外活动       | 列昂尼德·基济姆 弗拉基米尔·索洛维约夫                                                 | 1984年5月18日 17:52     | 1984年5月18日 20:57     | 3小时5分钟      | 添加太阳能电池板                             |
| 57.  | 礼炮7号 VE-4 第五次舱外活动       | 斯韦特兰娜·萨维茨卡娅（Svetlana Savitskaya） 弗拉基米尔·贾尼别科夫（Vladimir Dzhanibekov）                | 1984年7月25日 14:55     | 1984年7月25日 18:29     | 3小时35分钟     | 首次女子舱外活动                             |
| 58.  | 礼炮7号 PE-3 第六次舱外活动       | 列昂尼德·基济姆 弗拉基米尔·索洛维约夫                                                 | 1984年8月8日 08:46      | 1984年8月8日 13:46      | 5小时0分钟      | 完成ODU修理                                  |
| 59.  | STS-41-G 第一次舱外活动           | 大卫·里茨马（David Leestma） 凯瑟琳·萨利文（Kathryn D. Sullivan）                     | 1984年10月11日          | 1984年10月11日          | 3小时29分钟     | 测试轨道充电                                 |
| 60.  | STS-51-A 第一次舱外活动           | 约瑟夫·艾伦（Joseph P. Allen） 戴尔·加德纳（Dale Gardner）                            | 1984年11月12日 13:25    | 1984年11月12日 19:25    | 6小时0分钟      | 取回帕拉帕B-2（Palapa B-2）卫星              |
| 61.  | STS-51-A 第二次舱外活动           | 约瑟夫·艾伦 戴尔·加德纳                                                               | 1984年11月14日 11:09    | 1984年11月14日 16:51    | 5小时42分钟     | 取回西星6号（Westar VI）卫星                 |
|      |                                   |                                                                                       |                         |                         |                 |                                              |
| 62.  | STS-51-D 第一次舱外活动           | 杰弗利·霍夫曼（Jeffrey Hoffman） 大卫·格里格斯（David Griggs）                        | 1985年4月16日           | 1985年4月16日           | 3小时6分钟      | 修理卫星                                     |
| 63.  | 礼炮7号 PE-4 第一次舱外活动       | 弗拉基米尔·贾尼别科夫 维克托·萨维内赫（Viktor Savinykh）                              | 1985年8月2日 07:15      | 1985年8月2日 12:15      | 5小时0分钟      | 添加太阳能电池板                             |
| 64.  | STS-51-I 第一次舱外活动           | 威廉·菲舍尔（William Fisher） 詹姆斯·范·霍夫腾（James van Hoften）                    | 1985年8月31日           | 1985年8月31日           | 7小时20分钟     |                                              |
| 65.  | STS-51-I 第二次舱外活动           | 威廉·菲舍尔 詹姆斯·范·霍夫腾                                                          | 1985年9月1日            | 1985年9月1日            | 4小时26分钟     |                                              |
| 66.  | STS-61-B 第三次舱外活动           | 杰瑞·罗斯（Jerry L. Ross） 谢伍德·斯普林（Sherwood Spring）                           | 1985年11月29日          | 1985年11月29日          | 5小时32分钟     |                                              |
| 67.  | STS-61-B 第二次舱外活动           | 杰瑞·罗斯 谢伍德·斯普林                                                               | 1985年12月1日           | 1985年12月1日           | 6小时41分钟     |                                              |
|      |                                   |                                                                                       |                         |                         |                 |                                              |
| 68.  | 礼炮7号 PE-6 第一次舱外活动       | 列昂尼德·基济姆 弗拉基米尔·索洛维约夫                                                 | 1986年5月28日 05:43     | 1986年5月28日 09:33     | 3小时50分钟     | 测试桁架，取回样本                           |
| 69.  | 礼炮7号 PE-6 第二次舱外活动       | 列昂尼德·基济姆 弗拉基米尔·索洛维约夫                                                 | 1986年5月31日 04:57     | 1986年5月31日 09:57     | 5小时0分钟      | 测试桁架                                     |
|      |                                   |                                                                                       |                         |                         |                 |                                              |
| 70.  | 和平号空间站 PE-2 第一次舱外活动  | 尤里·罗曼年科 亚历山大·拉韦金（Aleksandr Laveykin）                                   | 1987年4月11日 19:41     | 1987年4月11日 23:21     | 3小时40分钟     |                                              |
| 71.  | 和平号空间站 PE-2 第二次舱外活动  | 尤里·罗曼年科 亚历山大·拉韦金                                                         | 1987年6月12日 16:55     | 1987年6月12日 18:48     | 1小时53分钟     | 安装太阳能电池板                             |
| 72.  | 和平号空间站 PE-2 第三次舱外活动  | 尤里·罗曼年科 亚历山大·拉韦金                                                         | 1987年6月16日 15:30     | 1987年6月16日 18:45     | 3小时15分钟     | 安装太阳能电池板                             |
|      |                                   |                                                                                       |                         |                         |                 |                                              |
| 73.  | 和平号空间站 PE-3 第一次舱外活动  | 弗拉基米尔·季托夫（Vladimir G. Titov） 穆萨·马纳罗夫（Musa Manarov）                  | 1988年2月26日 09:00     | 1988年2月26日 13:55     | 4小时25分钟     | 更换太阳能电池板                             |
| 74.  | 和平号空间站 PE-3 第二次舱外活动  | 弗拉基米尔·季托夫 穆萨·马纳罗夫                                                       | 1988年6月30日 05:33     | 1988年6月30日 10:43     | 5小时10分钟     | 修理X射线探测器                              |
| 75.  | 和平号空间站 PE-3 第三次舱外活动  | 弗拉基米尔·季托夫 穆萨·马纳罗夫                                                       | 1988年10月20日 05:59    | 1988年10月20日 10:11    | 4小时12分钟     | 修理X射线望远镜                              |
| 76.  | 和平号空间站 PE-4 第一次舱外活动  | 亚历山大·沃尔科夫（Alexander A. Volkov） 让-卢·克雷蒂安（Jean-Loup Chrétien）                           | 1988年12月9日 09:57     | 1988年12月9日 15:57     | 6小时00分钟     | 首次法国舱外活动                             |
|      |                                   |                                                                                       |                         |                         |                 |                                              |
| 77.  | 和平号空间站 PE-5 第一次舱外活动  | 亚历山大·维克托连科（Alexander Viktorenko） 亚历山大·谢列布罗夫（Aleksandr Serebrov） | 1990年1月8日 20:23      | 1990年1月8日 23:19      | 2小时56分钟     | 安装星体跟踪器                               |
| 78.  | 和平号空间站 PE-5 第二次舱外活动  | 亚历山大·维克托连科 亚历山大·谢列布罗夫                                               | 1990年1月11日 18:01     | 1990年1月11日 20:55     | 2小时54分钟     |                                              |
| 79.  | 和平号空间站 PE-5 第三次舱外活动  | 亚历山大·维克托连科 亚历山大·谢列布罗夫                                               | 1990年1月26日 12:09     | 1990年1月26日 15:11     | 3小时02分钟     | 测试Orlan-DMA太空服                          |
| 80.  | 和平号空间站 PE-5 第四次舱外活动  | 亚历山大·维克托连科 亚历山大·谢列布罗夫                                               | 1990年2月1日 08:15      | 1990年2月1日 13:14      | 4小时59分钟     | 测试SPK舱外活动装置                          |
| 81.  | 和平号空间站 PE-5 第五次舱外活动  | 亚历山大·维克托连科 亚历山大·谢列布罗夫                                               | 1990年2月5日 06:08      | 1990年2月5日 09:53      | 3小时45分钟     | 测试SPK舱外活动装置                          |
| 82.  | 和平号空间站 PE-6 第一次舱外活动  | 阿纳托利·索洛维约夫（Anatoly Solovyev） 亚历山大·巴兰金（Aleksandr Balandin）         | 1990年7月17日 13:06     | 1990年7月17日 20:22     | 7小时0分钟      | 修理联盟 TM-9绝缘装置                        |
| 83.  | 和平号空间站 PE-6 第二次舱外活动  | 阿纳托利·索洛维约夫 亚历山大·巴兰金                                                   | 1990年7月26日 11:15     | 1990年7月26日 14:46     | 3小时31分钟     | 检测量子2号舱门                              |
| 84.  | 和平号空间站 PE-7 第一次舱外活动  | 根纳季·马纳科夫（Gennadi Manakov） 根纳季·斯特列卡洛夫（Gennady Strekalov）           | 1990年10月29日 21:45    | 1990年10月30日 00:30    | 2小时45分钟     | 修理量子2号舱门                              |
|      |                                   |                                                                                       |                         |                         |                 |                                              |
| 85.  | 和平号空间站 PE-8 第一次舱外活动  | 维克托·阿法纳西耶夫（Viktor M. Afanasyev） 根纳季·马纳科夫                            | 1991年1月7日 17:03      | 1991年1月7日 22:21      | 5小时18分钟     | 修理量子2号舱门                              |
| 86.  | 和平号空间站 PE-8 第二次舱外活动  | 维克托·阿法纳西耶夫 根纳季·马纳科夫                                                   | 1991年1月23日 10:59     | 1991年1月23日 16:32     | 5小时33分钟     |                                              |
| 87.  | 和平号空间站 PE-8 第三次舱外活动  | 维克托·阿法纳西耶夫 根纳季·马纳科夫                                                   | 1991年1月26日 09:00     | 1991年1月26日 15:20     | 6小时20分钟     | 安装太阳能电池板辅助设备                     |
| 88.  | STS-37 第一次舱外活动             | 杰瑞·罗斯 杰罗姆·阿普特（Jerome Apt）                                                 | 1991年4月7日            | 1991年4月7日            | 4小时26分钟     | 投放GRO天线                                  |
| 89.  | STS-37 第二次舱外活动             | 杰瑞·罗斯 杰罗姆·阿普特                                                               | 1991年4月8日            | 1991年4月8日            | 5小时47分钟     | 测试舱外活动设备                             |
| 90.  | 和平号空间站 PE-8 第四次舱外活动  | 维克托·阿法纳西耶夫 根纳季·马纳科夫                                                   | 1991年4月25日 20:29     | 1991年4月26日 00:03     | 3小时34分钟     | 检测Kurs天线                                 |
| 91.  | 和平号空间站 PE-9 第一次舱外活动  | 阿纳托利·阿尔采巴尔斯基（Anatoly Artsebarsky） 谢尔盖·克里卡列夫（Sergei Krikalev）   | 1991年6月24日 21:11     | 1991年6月25日 02:09     | 4小时58分钟     | 更换Kurs天线                                 |
| 92.  | 和平号空间站 PE-9 第二次舱外活动  | 阿纳托利·阿尔采巴尔斯基 谢尔盖·克里卡列夫                                             | 1991年6月28日 19:02     | 1991年6月28日 22:26     | 3小时24分钟     | 连接TREK试验                                 |
| 93.  | 和平号空间站 PE-9 第三次舱外活动  | 阿纳托利·阿尔采巴尔斯基 谢尔盖·克里卡列夫                                             | 1991年7月15日 11:45     | 1991年7月15日 17:41     | 5小时56分钟     | 准备安装索夫拉支架                           |
| 94.  | 和平号空间站 PE-9 第四次舱外活动  | 阿纳托利·阿尔采巴尔斯基 谢尔盖·克里卡列夫                                             | 1991年7月19日 11:10     | 1991年7月19日 16:38     | 5小时28分钟     | 组装索夫拉支架                               |
| 95.  | 和平号空间站 PE-9 第五次舱外活动  | 阿纳托利·阿尔采巴尔斯基 谢尔盖·克里卡列夫                                             | 1991年7月23日 09:15     | 1991年7月23日 14:57     | 5小时42分钟     | 组装索夫拉支架                               |
| 96.  | 和平号空间站 PE-9 第六次舱外活动  | 阿纳托利·阿尔采巴尔斯基 谢尔盖·克里卡列夫                                             | 1991年7月27日 08:44     | 1991年7月27日 15:33     | 6小时49分钟     | 完成索夫拉支架                               |
|      |                                   |                                                                                       |                         |                         |                 |                                              |
| 97.  | 和平号空间站 PE-10 第一次舱外活动 | 亚历山大·沃尔科夫 谢尔盖·克里卡列夫                                                   | 1992年2月20日 20:09     | 1992年2月21日 00:21     | 4小时12分钟     | 维护和平号                                   |
| 98.  | STS-49 第一次舱外活动             | 皮埃尔·苏厄特（Pierre Thuot） 理查德·赫耶布（Richard Hieb）                           | 1992年5月10日 20:40     | 1992年5月11日 0:23      | 3小时43分钟     | 取回国际通信卫星6号                          |
| 99.  | STS-49 第二次舱外活动             | 皮埃尔·苏厄特 理查德·赫耶布                                                           | 1992年5月11日 21:05     | 1992年5月12日 02:35     | 5小时30分钟     | 修理国际通信卫星6号                          |
| 100. | STS-49 第三次舱外活动             | 皮埃尔·苏厄特 理查德·赫耶布 托马斯·埃克斯（Thomas Akers）                             | 1992年5月13日 21:17     | 1992年5月14日 05:46     | 8小时29分钟     | 首次三人太空行走；取回、修理国际通信卫星6号  |
| 101. | STS-49 第四次舱外活动             | 托马斯·埃克斯 凯瑟琳·索恩顿（Kathryn Thornton）                                       | 1992年5月14日 ~21:00    | 1992年5月15日 ~04:45    | 7小时44分钟     | 测试空间站仪器                               |
| 102. | 和平号空间站 PE-11 第一次舱外活动 | 亚历山大·维克托连科 亚历山大·卡列里（Alexander Kaleri）                               | 1992年2月8日 12:38      | 1992年2月8日 14:41      | 2小时3分钟      | 检查量子2号旋翼                              |
| 103. | 和平号空间站 PE-12 第一次舱外活动 | 谢尔盖·阿夫杰耶夫（Sergei Avdeyev） 阿纳托利·索洛维约夫                               | 1992年2月3日 13:32      | 1992年2月3日 17:28      | 3小时56分钟     | 准备安装VDU                                  |
| 104. | 和平号空间站 PE-12 第二次舱外活动 | 谢尔盖·阿夫杰耶夫 阿纳托利·索洛维约夫                                                 | 1992年2月7日 11:47      | 1992年2月7日 16:55      | 5小时8分钟      | 安装VDU                                      |
| 105. | 和平号空间站 PE-12 第三次舱外活动 | 谢尔盖·阿夫杰耶夫 阿纳托利·索洛维约夫                                                 | 1992年2月11日 10:06     | 1992年2月11日 15:50     | 5小时44分钟     | 安装VDU                                      |
| 106. | 和平号空间站 PE-12 第四次舱外活动 | 谢尔盖·阿夫杰耶夫 阿纳托利·索洛维约夫                                                 | 1992年2月15日 07:49     | 1992年2月15日 11:22     | 3小时33分钟     |                                              |
|      |                                   |                                                                                       |                         |                         |                 |                                              |
| 107. | STS-54 第一次舱外活动             | 格里高利·哈巴（Gregory Harbaugh） 马里奥·伦科（Mario Runco）                          | 1993年1月17日           | 1993年1月17日           | 4小时28分钟     | 空间站组装测试                               |
| 108. | 和平号空间站 PE-13 第一次舱外活动 | 根纳季·马纳科夫 亚历山大·波列修克（Alexander Poleshchuk）                             | 1993年4月19日 17:15     | 1993年4月19日 22:40     | 5小时25分钟     | 安装太阳能电池板                             |
| 109. | 和平号空间站 PE-13 第二次舱外活动 | 根纳季·马纳科夫 亚历山大·波列修克                                                     | 1993年6月18日 17:25     | 1993年6月18日 21:58     | 4小时33分钟     | 安装太阳能电池板                             |
| 110. | STS-57 第一次舱外活动             | 大卫·洛（David Low） 彼得·维索夫（Peter Wisoff）                                      | 1993年6月25日           | 1993年6月25日           | 5小时50分钟     | 训练太空行走任务                             |
| 111. | 和平号空间站 PE-14 第一次舱外活动 | 瓦西里·齐布利耶夫（Vasili Tsibliyev） 亚历山大·谢列布罗夫                             | 1993年9月16日 05:57     | 1993年9月16日 10:16     | 4小时18分钟     |                                              |
| 112. | STS-51 第一次舱外活动             | 詹姆斯·纽曼（James H. Newman） 卡尔·瓦兹（Carl Walz）                                 | 1993年9月16日 08:40     | 1993年9月16日 15:45     | 7小时5分钟      | 测试哈勃空间望远镜（HST）维修工具            |
| 113. | 和平号空间站 PE-14 第二次舱外活动 | 瓦西里·齐布利耶夫 亚历山大·谢列布罗夫                                                 | 1993年9月20日 03:51:50  | 1993年9月20日 07:05:40  | 3小时13分钟     |                                              |
| 114. | 和平号空间站 PE-14 第三次舱外活动 | 瓦西里·齐布利耶夫 亚历山大·谢列布罗夫                                                 | 1993年9月28日 00:57     | 1993年9月28日 02:48     | 1小时52分钟     | 检查和平号外部                               |
| 115. | 和平号空间站 PE-14 第四次舱外活动 | 瓦西里·齐布利耶夫 亚历山大·谢列布罗夫                                                 | 1993年10月22日 15:47    | 1993年10月22日 16:25    | 38分钟          | 检查和平号外部                               |
| 116. | 和平号空间站 PE-14 第五次舱外活动 | 瓦西里·齐布利耶夫 亚历山大·谢列布罗夫                                                 | 1993年10月29日 13:38    | 1993年10月29日 17:50    | 4小时12分钟     | 检查和平号外部                               |
| 117. | STS-61 第一次舱外活动             | 斯多里·马斯格雷夫 杰弗利·霍夫曼                                                       | 1993年12月5日 03:44     | 1993年12月5日 11:38     | 7小时54分钟     | 更换HST陀螺                                  |
| 118. | STS-61 第二次舱外活动             | 凯瑟琳·索恩顿 托马斯·埃克斯                                                           | 1993年12月6日 03:29     | 1993年12月6日 10:05     | 6小时36分钟     | 更换HST太阳能电池板                          |
| 119. | STS-61 第三次舱外活动             | 斯多里·马斯格雷夫 杰弗利·霍夫曼                                                       | 1993年12月7日 03:35     | 1993年12月7日 10:22     | 6小时47分钟     | 更换HST配件                                  |
| 120. | STS-61 第四次舱外活动             | 凯瑟琳·索恩顿 托马斯·埃克斯                                                           | 1993年12月8日 03:13     | 1993年12月8日 10:03     | 7小时21分钟     | 更换HST太阳能电池板驱动器                    |
| 121. | STS-61 第五次舱外活动             | 斯多里·马斯格雷夫 杰弗利·霍夫曼                                                       | 1993年12月9日 03:30     | 1993年12月9日 10:51     | 7小时21分钟     | 完成HST任务                                  |
|      |                                   |                                                                                       |                         |                         |                 |                                              |
| 122. | 和平号空间站 PE-16 第一次舱外活动 | 尤里·马连琴科（Yuri Malenchenko） 塔尔加特·穆萨巴耶夫（Talgat Musabayev）             | 1994年9月9日 07:00      | 1994年9月9日 12:06      | 5小时4分钟      | 修理联盟号隔热层                             |
| 123. | 和平号空间站 PE-16 第二次舱外活动 | 尤里·马连琴科 塔尔加特·穆萨巴耶夫                                                     | 1994年9月13日 06:30     | 1994年9月13日 12:32     | 6小时1分钟      | 和平号维护                                   |
| 124. | STS-64 第一次舱外活动             | 马克·李（Mark C. Lee） 卡尔·米德（Carl Meade）                                        | 1994年9月16日 14:42     | 1994年9月16日 21:33     | 6小时51分钟     | 无绳太空行走测试                             |
|      |                                   |                                                                                       |                         |                         |                 |                                              |
| 125. | STS-63 第一次舱外活动             | 迈克尔·福奥勒（Michael Foale） 伯纳德·哈里斯（Bernard Harris）                        | 1995年2月9日 11:56      | 1995年2月9日 16:35      | 4小时39分钟     | 国际空间站（ISS）部件测试                    |
| 126. | 和平号空间站 PE-18 第一次舱外活动 | 弗拉基米尔·杰茹罗夫（Vladimir N. Dezhurov） 根纳季·斯特列卡洛夫                       | 1995年5月12日 04:20:44  | 1995年5月12日 10:35:16  | 6小时14分钟32秒 | 移动太阳能电池板至量子号                     |
| 127. | 和平号空间站 PE-18 第二次舱外活动 | 弗拉基米尔·杰茹罗夫 根纳季·斯特列卡洛夫                                               | 1995年5月17日 02:38     | 1995年5月17日 09:20     | 6小时52分钟     | 安装量子号太阳能电池板                       |
| 128. | 和平号空间站 PE-18 第三次舱外活动 | 弗拉基米尔·杰茹罗夫 根纳季·斯特列卡洛夫                                               | 1995年5月22日 00:10:20  | 1995年5月22日 05:25:11  | 5小时14分钟51秒 | 安装量子号太阳能电池板                       |
| 129. | 和平号空间站 PE-18 第四次舱外活动 | 弗拉基米尔·杰茹罗夫 根纳季·斯特列卡洛夫                                               | 1995年5月28日 22:22     | 1995年5月28日 22:43     | 21分钟          |                                              |
| 130. | 和平号空间站 PE-18 第五次舱外活动 | 弗拉基米尔·杰茹罗夫 根纳季·斯特列卡洛夫                                               | 1995年6月1日 22:05:30   | 1995年6月1日 22:28:20   | 23分钟50秒      |                                              |
| 131. | 和平号空间站 PE-19 第一次舱外活动 | 弗拉基米尔·索洛维约夫 尼古拉·布达林（Nikolai Budarin）                                | 1995年7月14日 03:56     | 1995年7月14日 09:30     | 5小时34分钟     | 投放光谱号太阳能电池板                       |
| 132. | 和平号空间站 PE-19 第二次舱外活动 | 弗拉基米尔·索洛维约夫 尼古拉·布达林                                                   | 1995年7月19日 00:39     | 1995年7月19日 03:47     | 3小时8分钟      | 安装多色红外警告传感器分光计                 |
| 133. | 和平号空间站 PE-19 第三次舱外活动 | 弗拉基米尔·索洛维约夫 尼古拉·布达林                                                   | 1995年7月21日 00:28     | 1995年7月21日 06:18     | 5小时35分钟     | 安装多色红外警告传感器分光计                 |
| 134. | STS-69 第一次舱外活动             | 詹姆斯·沃斯（James S. Voss） 迈克尔·格恩哈特（Michael Gernhardt）                     | 1995年9月16日 08:20     | 1995年9月16日 15:06     | 6小时46分钟     | 测试ISS部件                                  |
| 135. | 和平号空间站 PE-20 第一次舱外活动 | 谢尔盖·阿夫杰耶夫 托马斯·雷特（Thomas Reiter）                                        | 1995年10月20日 11:50    | 1995年10月20日 17:06    | 5小时16分钟     | 首次欧洲空间局太空行走                       |
| 136. | 和平号空间站 PE-20 第二次舱外活动 | 谢尔盖·阿夫杰耶夫 尤里·吉德津科（Yuri Gidzenko）                                      | 1995年12月8日 19:23     | 1995年12月8日 19:52     | 37分钟          | 转移对接口                                   |
|      |                                   |                                                                                       |                         |                         |                 |                                              |
| 137. | STS-72 第一次舱外活动             | 焦立中 丹尼尔·巴利（Daniel Barry）                                                    | 1996年1月15日 05:35     | 1996年1月15日 11:44     | 6小时9分钟      | 测试ISS部件                                  |
| 138. | STS-72 第二次舱外活动             | 焦立中 温斯顿·斯科特（Winston E. Scott）                                              | 1996年1月17日 05:40     | 1996年1月17日 12:34     | 6小时53分钟     | 测试ISS部件                                  |
| 139. | 和平号空间站 PE-20 第三次舱外活动 | 托马斯·雷特 尤里·吉德津科                                                             | 1996年2月8日 14:03      | 1996年2月8日 17:08      | 3小时6分钟      | 修理量子2号天线                              |
| 140. | 和平号空间站 PE-21 第一次舱外活动 | 尤里·奥努夫连科（Yuri Onufrienko） 尤里·乌萨切夫（Yury Usachev）                      | 1996年3月15日 01:04     | 1996年3月15日 06:55     | 5小时51分钟     |                                              |
| 141. | STS-76/和平号空间站 PE-21         | 迈克尔·克利福德（Michael R. Clifford） 琳达·戈德温（Linda Godwin）                    | 1996年3月27日 06:34     | 1996年3月27日 12:36     | 6小时02分钟     | 测试ISS部件                                  |
| 142. | 和平号空间站 PE-21 第二次舱外活动 | 尤里·奥努夫连科 尤里·乌萨切夫                                                         | 1996年5月20日 22:50     | 1996年5月21日 04:10     | 5小时20分钟     |                                              |
| 143. | 和平号空间站 PE-21 第三次舱外活动 | 尤里·奥努夫连科 尤里·乌萨切夫                                                         | 1996年5月24日 20:47     | 1996年5月25日 02:30     | 5小时34分钟     |                                              |
| 144. | 和平号空间站 PE-21 第四次舱外活动 | 尤里·奥努夫连科 尤里·乌萨切夫                                                         | 1996年5月30日 18:20     | 1996年5月30日 22:40     | 4小时20分钟     |                                              |
| 145. | 和平号空间站 PE-21 第五次舱外活动 | 尤里·奥努夫连科 尤里·乌萨切夫                                                         | 1996年6月6日 16:56      | 1996年6月6日 20:30      | 3小时34分钟     | 安装微流星体探测器                           |
| 146. | 和平号空间站 PE-21 第六次舱外活动 | 尤里·奥努夫连科 尤里·乌萨切夫                                                         | 1996年6月13日 12:45     | 1996年6月13日 18:27     | 5小时42分钟     | 在量子号上安装费玛3号（Ferma-3）             |
| 147. | 和平号空间站 PE-22 第一次舱外活动 | 瓦列里·科尔尊（Valery Korzun） 亚历山大·卡列里                                        | 1996年12月2日 15:54     | 1996年12月2日 21:52     | 5小时57分钟     | 安装太阳能电池板电线                         |
| 148. | 和平号空间站 PE-22 第二次舱外活动 | 瓦列里·科尔尊 亚历山大·卡列里                                                         | 1996年12月9日 13:50     | 1996年12月9日 20:28     | 6小时36分钟     |                                              |
|      |                                   |                                                                                       |                         |                         |                 |                                              |
| 149. | STS-82 第一次舱外活动             | 马克·李 斯蒂文·史密斯（Steven Smith）                                                 | 1997年2月14日 04:34     | 1997年2月14日 11:16     | 6小时42分钟     | HST维修                                      |
| 150. | STS-82 第二次舱外活动             | 格里高利·哈巴 约瑟夫·坦纳（Joseph R. Tanner）                                         | 1997年2月15日 03:25     | 1997年2月15日 10:52     | 7小时27分钟     | HST维修                                      |
| 151. | STS-82 第三次舱外活动             | 马克·李 斯蒂文·史密斯                                                                 | 1997年2月16日 02:53     | 1997年2月16日 10:04     | 7小时11分钟     | HST维修                                      |
| 152. | STS-82 第四次舱外活动             | 格里高利·哈巴 约瑟夫·坦纳                                                             | 1997年2月17日 03:45     | 1997年2月17日 10:19     | 6小时34分钟     | HST维修                                      |
| 153. | STS-82 第五次舱外活动             | 马克·李 斯蒂文·史密斯                                                                 | 1997年2月18日 03:15     | 1997年2月18日 08:32     | 5小时17分钟     | HST维修                                      |
| 154. | 和平号空间站 PE-23 第一次舱外活动 | 瓦西里·齐布利耶夫 杰瑞·林恩格（Jerry Linenger）                                       | 1997年4月29日 05:10     | 1997年4月29日 10:09     | 4小时59分钟     | 测试Orlan-M型宇航服                          |
| 155. | 和平号空间站 PE-24 第一次舱外活动 | 弗拉基米尔·索洛维约夫 帕维尔·维诺格拉多夫（Pavel Vinogradov）                         | 1997年8月22日 11:14     | 1997年8月22日 14:30     | 3小时16分钟     | 检查光谱号损坏                               |
| 156. | 和平号空间站 PE-24 第二次舱外活动 | 弗拉基米尔·索洛维约夫 迈克尔·福奥勒                                                   | 1997年9月6日 01:07      | 1997年9月6日 07:07      | 6小时           | 检查光谱号损坏                               |
| 157. | STS-86 第一次舱外活动             | 斯科特·帕拉金斯基（Scott Parazynski） 弗拉基米尔·季托夫                               | 1997年10月1日           | 1997年10月1日           | 5小时1分钟      |                                              |
| 158. | 和平号空间站 PE-24 第三次舱外活动 | 弗拉基米尔·索洛维约夫 帕维尔·维诺格拉多夫                                             | 1997年10月20日 09:40    | 1997年10月20日 16:18    | 6小时38分钟     | 光谱号内部太空行走                           |
| 159. | 和平号空间站 PE-24 第四次舱外活动 | 弗拉基米尔·索洛维约夫 帕维尔·维诺格拉多夫                                             | 1997年11月3日 03:32     | 1997年11月3日 09:36     | 6小时4分钟      | 拆除太阳能电池板                             |
| 160. | 和平号空间站 PE-24 第五次舱外活动 | 弗拉基米尔·索洛维约夫 帕维尔·维诺格拉多夫                                             | 1997年11月6日 00:12     | 1997年11月6日 06:24     | 6小时12分钟     | 安装太阳能电池板                             |
| 161. | STS-87 第一次舱外活动             | 温斯顿·斯科特 土井隆雄                                                                | 1997年11月25日 00:02    | 1997年11月25日 07:45    | 7小时43分钟     | 捕捉斯巴达（Spartan）卫星                    |
| 162. | STS-87 第二次舱外活动             | 温斯顿·斯科特 土井隆雄                                                                | 1997年12月3日 09:09     | 1997年12月3日 14:09     | 4小时59分钟     | 测试ISS部件工具                              |
|      |                                   |                                                                                       |                         |                         |                 |                                              |
| 163. | 和平号空间站 PE-24 第六次舱外活动 | 弗拉基米尔·索洛维约夫 帕维尔·维诺格拉多夫                                             | 1998年1月8日 23:08      | 1998年1月9日 02:14      | 3小时6分钟      | 修理舱外活动舱门                             |
| 164. | 和平号空间站 PE-24 第七次舱外活动 | 弗拉基米尔·索洛维约夫 大卫·沃尔夫（David Wolf）                                       | 1998年1月14日 21:12     | 1998年1月14日 01:04     | 3小时52分钟     | 检测和平号外部                               |
| 165. | 和平号空间站 PE-25 第一次舱外活动 | 塔尔加特·穆萨巴耶夫 尼古拉·布达林                                                     | 1998年4月1日 13:35      | 1998年4月1日 20:15      | 6小时40分钟     | 修理太阳能电池板                             |
| 166. | 和平号空间站 PE-25 第二次舱外活动 | 塔尔加特·穆萨巴耶夫 尼古拉·布达林                                                     | 1998年4月6日 13:35      | 1998年4月6日 17:50      | 4小时15分钟     | 修理太阳能电池板                             |
| 167. | 和平号空间站 PE-25 第三次舱外活动 | 塔尔加特·穆萨巴耶夫 尼古拉·布达林                                                     | 1998年4月11日 09:55     | 1998年4月11日 16:20     | 6小时25分钟     | 拆除和平号推进器                             |
| 168. | 和平号空间站 PE-25 第四次舱外活动 | 塔尔加特·穆萨巴耶夫 尼古拉·布达林                                                     | 1998年4月17日 07:40     | 1998年4月17日 14:13     | 6小时33分钟     | 修理和平号推进器                             |
| 169. | 和平号空间站 PE-25 第五次舱外活动 | 塔尔加特·穆萨巴耶夫 尼古拉·布达林                                                     | 1998年4月22日 05:34     | 1998年4月22日 11:55     | 6小时21分钟     | 更换和平号推进器                             |
| 170. | 和平号空间站 PE-26 第一次舱外活动 | 根纳季·帕达尔卡（Gennady Padalka） 谢尔盖·阿夫杰耶夫                                  | 1998年9月15日 20:00     | 1998年9月15日 20:30     | 30分钟          | 修理光谱号内部太阳能电池板                   |
| 171. | 和平号空间站 PE-26 第二次舱外活动 | 根纳季·帕达尔卡 谢尔盖·阿夫杰耶夫                                                     | 1998年11月10日 19:23    | 1998年11月11日 01:18    | 5小时54分钟     | 投放卫星                                     |
| 172. | STS-88 第一次舱外活动             | 杰瑞·罗斯 詹姆斯·纽曼                                                                 | 1998年12月7日 22:10     | 1998年12月8日 05:31     | 7小时21分钟     |                                              |
| 173. | STS-88 第二次舱外活动             | 杰瑞·罗斯 詹姆斯·纽曼                                                                 | 1998年12月9日 20:33     | 1998年12月10日 03:35    | 7小时2分钟      | 安装天线                                     |
| 174. | STS-88 第三次舱外活动             | 杰瑞·罗斯 詹姆斯·纽曼                                                                 | 1998年12月12日 20:33    | 1998年12月13日 03:32    | 6小时59分钟     | 安装舱外活动设备                             |
|      |                                   |                                                                                       |                         |                         |                 |                                              |
| 175. | 和平号空间站 PE-27 第一次舱外活动 | 维克托·阿法纳西耶夫 让-皮埃尔·海格涅（Jean-Pierre Haigneré）                                              | 1999年4月16日 04:37     | 1999年4月16日 10:56     | 6小时19分钟     | 安装和平号外部实验设备                       |
| 176. | STS-96 第一次舱外活动             | 塔玛拉·杰尼根（Tamara E. Jernigan） 丹尼尔·巴利                                       | 1999年5月30日 02:56     | 1999年5月30日 10:51     | 7小时55分钟     | 安装ISS臂                                    |
| 177. | 和平号空间站 PE-27 第二次舱外活动 | 维克托·阿法纳西耶夫 谢尔盖·阿夫杰耶夫                                                 | 1999年7月23日 11:06     | 1999年7月23日 17:13     | 6小时7分钟      | 安装通讯天线                                 |
| 178. | 和平号空间站 PE-27 第三次舱外活动 | 维克托·阿法纳西耶夫 谢尔盖·阿夫杰耶夫                                                 | 1999年7月28日 09:37     | 1999年7月28日 14:59     | 5小时22分钟     | 投放通讯天线                                 |
| 179. | STS-103 第一次舱外活动            | 斯蒂文·史密斯 约翰·格伦斯菲尔德（John Grunsfeld）                                     | 1999年12月22日 18:54    | 1999年12月23日 03:09    | 8小时15分钟     | HST维护                                      |
| 180. | STS-103 第二次舱外活动            | 迈克尔·福奥勒 克劳德·尼克列（Claude Nicollier）                                       | 1999年12月23日 19:06    | 1999年12月24日 03:16    | 8小时10分钟     | HST维护                                      |
| 181. | STS-103 第三次舱外活动            | 斯蒂文·史密斯 约翰·格伦斯菲尔德                                                       | 1999年12月24日 19:17    | 1999年12月25日 03:25    | 8小时8分钟      | HST维护                                      |
|      |                                   |                                                                                       |                         |                         |                 |                                              |

### 网页
- Walking to Olympus: An EVA Chronology PDF document, listing ends April 29, 1997.
- NASA press release （页面存档备份，存于）, accessed July 8, 2006